# 古城镇 (颍上县)
古城镇，是中华人民共和国安徽省阜阳市颍上县下辖的一个乡镇级行政单位。

## 行政区划
古城镇下辖以下地区：
樊马社区、古绳村、江李村、邹王村、余联村、毛圩村、大赵村、赵楼村和刘庄煤矿社区6